# Distretto di Timaru
Il distretto di Timaru è un'autorità territoriale della Nuova Zelanda che si trova entro i confini della regione di Canterbury, nell'Isola del Sud. La sede del Consiglio distrettuale si trova nella città di Timaru.

## Popolazione
Il capoluogo, Timaru, ospita oltre 27.000 abitanti (sui 42.000 che costituiscono l'intera popolazione del Distretto); esso si trova 160 chilometri a sud di Christchurch e circa 200 chilometri a nord di Dunedin, sulla costa pacifica dell'Isola del Sud. Il resto del territorio distrettuale è prevalentemente agricolo, con piccoli centri come Temuka, Geraldine e Pleasant Point.

## Storia
Non si conosce con certezza l'origine del nome Timaru. Secondo alcuni deriva dall'espressione māori Te Maru, che significa "luogo riparato". Altri invece sostengono che il toponimo derivi dall'unione di ti (Tī kāuka, una pianta endemica della Nuova Zelanda) con maru, il che significherebbe "all'ombra".
Prima dell'arrivo dei primi coloni europei nel XIX secolo, sembra che i Maori utilizzassero queste zone come punto di sosta durante i loro viaggi lungo la costa dell'Isola del Sud. Nel Distretto si contano più di 500 siti con tracce di arte rupestre maori, soprattutto nella zona dei fiumi Opuha e Opihi. Inoltre ci sono tracce di insediamenti maori che risalgono fino al XIV secolo.
Nel 1839 cominciò la colonizzazione, con la costruzione di una stazione dedicata alla caccia alla balena. I primi insediamenti veri e propri risalgono al 1859, ma lo sviluppo vero dell'area avvenne solo nel corso del XX secolo, grazie al porto.

## Economia
Mentre la maggior parte dell'economia del Distretto di Timaru si basa sull'agricoltura, soprattutto sull'allevamento e sulla produzione e lavorazione di carne, latte e lana, l'economia della città di Timaru si basa sul suo porto, il più grande porto commerciale dell'Isola del Sud e il secondo della Nuova Zelanda per quanto riguarda la pesca. A Timaru hanno sede molte aziende di import-export.
Negli ultimi anni è in corso il tentativo di aumentare l'offerta turistica della città, per far crescere questa voce nelle entrate dell'economia del Distretto.

## Curiosità
- Il centro cittadino ospita la statua a grandezza naturale di Bob Fitzsimmons, il primo campione mondiale di boxe a conquistare il titolo in 3 diverse divisioni; egli nacque in Cornovaglia, ma si trasferì qui e lavorò come fabbro.
- Su Marte esiste un cratere chiamato Timaru crater, in onore della città.
- Timaru è stata costruita su colline poco stabili, create dalle colate di lava del vulcano Mount Horrible, ora estinto; il risultato è che molte delle strade presentano delle ondulazioni, in evidente contrasto col paesaggio pianeggiante del resto del Distretto.